# Hipoalergénico
Un hipoalergénico o hipoalérgico es aquella característica dada por algún material que nos ayuda a disminuir el riesgo de provocar un síntoma alérgico o una reacción alérgica al producto adquirido.  
Hoy en día se fabrican muchos artículos que dependen de la capacidad de no producir alergias, como son las almohadas hipoalergénicas, los colchones hipoalergénicos, las telas hipoalergénicas, ropa, cosméticos, etc., debido a que una gran parte de la población sufre ya sea de problemas asmáticos o de síntomas alérgicos.
El concepto hipoalergénico se ha establecido en el imaginario social como un elemento casi excluyente a la hora de utilizar productos que se aplican a la piel o la rozan como es el caso de una almohada.￼

## Origen de término
Aunque, de acuerdo con la etimología popular, se supone que el término original en inglés, hypoallergenic, que fue creado en 1953 por una compañía llamada Advertizers que producía cosméticos y telas que no causaban alergias a las personas, el diccionario Merriam-Webster lo data de 1940.

## Cosméticos hipoalergénicos
El término hipoalergénico está ampliamente extendido en el campo cosmético. Sin embargo, su uso no está regulado por ninguna normativa y queda en manos del fabricante la veracidad del hecho. De acuerdo a la FDA los cosméticos hipoalergénicos son productos para los cuales sus fabricantes indican que producen menos reacciones alérgicas que otros productos cosméticos.

## Productos hipoalergénicos
Las personas han encontrado en estos productos una mejor calidad de vida además de evitar problemas de salud causados por alguna alergia, los materiales creados anteriormente que no contenían tecnología hipoalergénica eran muy inestables y tenían una menor duración ya que eran muy vulnerables y albergaban una gran cantidad de polvo, animales (ácaros), cosas que a la vez son potencialmente dañinos para la salud de cualquier persona y pueden causar serios problemas respiratorios. Por otra parte, gracias a esta tecnología anti alergias podemos gozar de una zona mucho más limpia debido a que no permite el paso o la entrada de ningún medio perjudicial para la salud.
En esta era tecnológica existen muchísimos avances, principalmente en el área de la medicina y es por ello que muchas empresas se han dedicado a estudiar esta área y con buenos resultados han ido desarrollando muchos artículos que no solo muestran vista, confort, capacidad y utilidad, si no también dan un cuidado personal, que eleva nuestra calidad de vida, bienestar y salud. Por el momento dentro de la sección de productos hipoalergénicos en venta, los más requeridos por las personas han sido materiales caseros (ropa de algodón,muebles, fundas de almohadas, colchones, telas, etc.) y personales (cosméticos, cremas, ropa, etc.) que ayudan al bienestar, ya sea, personal, familiar o social, de igual forma existen otras innovaciones, que además de ser hipoalergénicos contienen otras características importantes que mejoran su implementación, como son el desarrollo de tecnología de micro partículas memory foam dentro del producto, las cuales modifican la estructura del material y mejoran la comodidad, debido a ello, ayudan a mejorar la postura corporal.

## Animales hipoalergénicos
Desde mucho tiempo atrás las personas han padecido de una gran serie de enfermedades y principalmente de alergias hacia diversas cosas, principalmente al polvo, de igual forma, existen otras alergias denominadas como comunes, y entre ellas se encuentran las alergias hacia mascotas o animales domésticos como son los perros, gatos, hámsteres, etc. Actualmente diversas compañías alrededor del mundo han estado desarrollando nuevas formas de contrarrestar este efecto negativo de los animales y disminuir el problema alérgico de las personas hacia ellos. La idea de crear estos productos capaces de neutralizar estos efectos es muy buena debido a que habría un gran decremento de insalubridad animal, algunos de estos productos se administran en los animales, algunos artículos se aplican en forma de rocío sobre su pelaje y otros con bases químicas tienen que ser ingeridos por los animales como complementos en los alimentos, aunque en su mayoría estos productos no funcionan del todo bien y algunos pueden ser perjudiciales no solo para el animal, sino también pueden afectar al dueño o a las personas que convivan con el animal. 
Es por ello que algunos laboratorios químicos y de investigación han estado buscando la manera de crear animales con características hipoalergénicas,  cambiando genéticamente y mejorando el sistema molecular de cada animal, sin embargo, el desarrollo de esta investigación va en contra de la naturaleza causando que diversas asociaciones que protegen a los animales estén en contra de este proyecto. Sin embargo estas investigaciones siguen de pie y trabajando, a tal grado que ya existen en el mercado animal un gran número de mascotas con el término hipoalergénicos, como son gatos hipoalergénicos y raza de perros hipoalergénicos. 
Físicamente estas razas de animales no tienen ningún cambio, pero si cambios internos y a nivel molecular, una de las principales formas de dispersión de estos animales en la sociedad es a través de su venta por medio de veterinarias, una de las compañías que puso a prueba esta venta de mascotas, principalmente ventas de gatos hipoalergénicos. Fue las veterinarias y la compañía Allerca Lifestyle Pets, quien después de crear estas variedad de razas hipoalergénicas las puso a disposición de la sociedad, hasta que la empresa comenzó a recibir demandas y quejas de compradores, los cuales estaban insatisfechos debido a que continuaban siendo alérgicos a sus mascotas y otros a quienes jamás les llegó el pedido y ya habían pagado con anticipación, por lo que se comenzaron a hacer investigaciones, y aunque la compañía tenía datos que mostraban a algunos compradores como satisfechos, jamás se demostró que hubiese una investigación previa o datos que demostraran el desarrollo de animales hipoalergénicos, por lo que la compañía entró en problemas a nivel nacional e internacional.
Por el momento la investigación y creación de nuevas razas de animales hipoalergénicos en otras compañías y laboratorios sigue en proceso. Según del director médico de la American Lung Association, el hecho de que sea científicamente viable, no significa que funcionará.